# Aleksandr Garmaszow
Aleksandr Borisowicz Garmaszow, ros. Александр Борисович Гармашов (ur. 8 lutego 1960 w Groznym, Rosyjska FSRR) – rosyjski piłkarz, grający na pozycji obrońcy, a wcześniej napastnika, trener piłkarski.

## Kariera piłkarska

### Kariera klubowa
W 1980 roku rozpoczął karierę piłkarską w klubie Okean Kercz. Potem występował w klubach Maszuk Piatigorsk, Kubań Krasnodar, Spartak Ordżonikidze, Krylja Sowietow Kujbyszew, Torpedo Togliatti, Nieftianik Fergana, Lokomotiw Niżny Nowogród i Asmarał Kisłowodzk. W 1992 zakończył karierę piłkarską w zespole Łada Togliatti.

## Kariera trenerska
Po zakończeniu kariery piłkarskiej rozpoczął pracę szkoleniową. W klubie Łada Togliatti do 2003 pracował na stanowiskach asystenta, dyrektora i głównego trenera. W lutym 2004 objął stanowisko głównego trenera Czernomorca Noworosyjsk. W 2007 został zatrudniony na stanowisku dyrektora sportowego klubu Żemczużyna-A Soczi.